# Mapania imeriensis
Mapania imeriensis är en halvgräsart som först beskrevs av Gross, och fick sitt nu gällande namn av Tetsuo Michael Koyama. Mapania imeriensis ingår i släktet Mapania och familjen halvgräs. Inga underarter finns listade i Catalogue of Life.